# Cantigas do Maio
Cantigas do Maio é um álbum do músico José Afonso, editado e lançado no Natal de 1971.
Este álbum é apontado como marco e ponto alto na carreira do artista, músico, cantor e poeta José Afonso.
Trata-se de um álbum inovador a vários níveis da carreira do seu autor. Tal deve-se, em parte, à encenação musical inovadora de José Mário Branco, produtor do disco. À viola e guitarra tradicionais, José Mário associou trompete, flauta, acordeão, piano e diversas formas de percussão, que revelam definitivamente a grandeza do poeta-cantor José Afonso.

## Contexto
O aparecimento deste álbum coincide com a revelação ou confirmação de novos cantores como Manuel Freire, José Jorge Letria, Francisco Fanhais, Sérgio Godinho, Luís Cília, Fausto, Vitorino, Júlio Pereira e Janita Salomé. Este grupo heterogéneo e diferenciado comungava de um mesmo propósito: José Afonso como alargamento das expressões da Música Popular Portuguesa.

## Gravação
Foi gravado em Outubro de 1971 nos Strawberry Studios na localidade  de Herouville, em França. Teve acompanhamento de Carlos Correia (o guitarrista de rock que no ano anterior tinha substituído Rui Pato na gravação de Traz Outro Amigo Também, em Londres), Francisco Fanhais, José Mário Branco e alguns músicos franceses.

## Importância Histórica
Este disco foi proibido pela Censura da Emissora Nacional aquando do seu lançamento, sendo concedida uma exceção na Rádio Renascença à canção "Grândola, Vila Morena".
Foi precisamente essa canção que tocou na Rádio Renascença, na madrugada de 25 de Abril de 1974, como segundo sinal nacional, às 0h20, a seguir à canção "John Português" de Beatriz da Conceição, por Tony de Matos, para avisar os revolucionários que as manobras podiam prosseguir em segurança, e que a partir de agora já não se pode voltar atrás.

## Prémios
Em 1978, um painel de 25 críticos reunidos pelo semanário Se7e atribui-lhe o estatuto de Melhor Álbum de Sempre da Música Popular Portuguesa. 
- Prémio Alemão do Disco da Academia Fonográfica Alemã.[4]

## Lista de Faixas
| N.º            | Título                  | Duração |  |
| 1.             | "Senhor Arcanjo"        | 3:50    |  |
| 2.             | "Cantigas Do Maio"      | 5:50    |  |
| 3.             | "Milho Verde"           | 2:15    |  |
| 4.             | "Cantar Alentejano"     | 5:30    |  |
| 5.             | "Grândola, Vila Morena" | 3:30    |  |
| 6.             | "Maio Maduro Maio"      | 3:15    |  |
| 7.             | "Mulher da Erva"        | 2:55    |  |
| 8.             | "Ronda das Mafarricas"  | 2:50    |  |
| 9.             | "Coro da Primavera"     | 4:55    |  |
| Duração total: | Duração total:          | 34:50   |  |